# Hans Franco Mendes
Henri (Hans) Franco Mendes (Amsterdam, 15 december 1890 – Oegstgeest, 27 april 1951) was een Nederlands pianist en componist.
Hij was zoon van effectenmakelaar David Haim Franco Mendes en Jacoba Elisabeth Calisch. Moeder was medeoprichtster van het Bureau voor adviezen op huishoudelijk en maatschappelijk gebied, voorloper van de Nederlandse Vereniging van Huisvrouwen, waar zij ook zeven jaar voorzitster van was. In haar jonge jaren was ze altzangeres. Hij was getrouwd met Elsa Ida Boas. Hij was een neef van dirigent Martin Spanjaard (moeder Julia Dorothea Calisch).
Het joodse echtpaar zat tijdens de Tweede Wereldoorlog enige tijd in Joods Tehuis Barneveld. Vandaaruit werden ze uiteindelijke via Kamp Westerbork naar het concentratiekamp Theresienstadt gedeporteerd; zij wisten te overleven.
Hij ontving zijn muziekopleiding tijdens een drieënhalfjaar durend verblijf aan de muziekschool in Keulen van Carl Friedberg (piano en muziektheorie) en Otto Krauwel (contrapunt). Hij gaf vervolgens optredens in Nederland, Duitsland en Frankrijk. Zowel als kamermuziekbeoefenaar als begeleider. Hij was vanaf 1924 (leraar piano) en 1925 (hoofdleraar piano) enige tijd verbonden aan de Toonkunst Muziekschool in Leiden, waarvan hij in 1937 directeur werd. Al eerder had hij lesgegeven aan de particuliere muziekschool in Amsterdam.
Van zijn hand kwam een aantal liederen en pianostukken waaronder vier sonatines, preludes etudes en silhouetten. Zijn muziekuitgeverij was daarbij G. Alsbach & Co. Ook de zevendelige Uit mijn dagboek is van zijn hand. Willem Andriessen heeft ooit van hem Twaalf symfonische preludes gespeeld tijdens een aantal concerten, ook Theo van der Pas speelde zijn stukken
- International Standard Name Identifier: 0000 0003 9011 3043
- Library of Congress Control Number: no2014068176
- Nationale Bibliotheek van Tsjechië: mzk2012734207
- Système universitaire de documentation: 261412345
- Virtual International Authority File: 283674076
- WorldCat: E39PBJxcVbMycqYgx7bQq7fKBP